# Змінні типу RR Ліри
Змі́нні ти́пу RR Лі́ри — тип пульсуючих змінних зір, гігантів спектральних класів A—F, що мають порівняно стабільні криві блиску з періодом 0,2—1,2 доби. Зміна блиску відбувається подібно до класичних цефеїд, але з меншими періодами, тому тривалий час їх називали короткоперіодичними цефеїдами. Наразі використання цього нестрогого терміна не рекомендується, оскільки зорі відрізняються віком, розташуванням на діаграмі Герцшпрунга — Рассела та стадією еволюції.
Температура зовнішніх шарів — 6400—7600 К, абсолютна зоряна величина — 0,5—1m (тобто вони у 40—50 раз яскравіші Сонця), маса — трохи більше половини сонячної маси. На діаграмі Герцшпрунга — Рассела вони перебувають на горизонтальній гілці, у місці його перетину зі смугою нестабільності. Це старі зорі, що подолали значну частину еволюційного шляху (на головній послідовності).
Найяскравіший представник змінних типу RR Ліри — зоря RR Ліри, яка й дала назву цьому типу змінних.

## Історія
Перші змінні такого типу відкрив Бейлі 1895 року. Пізніше було виявлено, що деякі кулясті скупчення містять сотні таких зір. Наприклад, одне з найбільших кулястих скупчень Мессьє 3 містить 186 змінних RR Ліри (враховуються лише зорі з відомими періодами). Утім, вони трапляються і в галактичному диску. У 4-му виданні «Загального каталогу змінних зір» (ЗКЗЗ, 1985) міститься понад 6 тисяч таких змінних, вони становлять найчисленніший тип змінності.

## Класифікація
За формою кривих блиску зорі цього типу спочатку поділяли на три підтипи: RRa, RRb, RRc. Основний критерій — асиметрія кривої блиску e, яка вимірюється як співвідношення висхідної гілки до загального періоду.
- RRa (0,1 < e < 0,2) — дуже різкий підйом блиску, тривалий спад (більш ніж уп'ятеро довший); амплітуда змін — 1,5—2m V;
- RRb (0,2 < e < 0,3) — підйом блиску досить різкий, спад триває утричі-вп'ятеро довше; амплітуди дещо менші, періоди — довші;

Між типами RRa та RRb немає чіткої межі — зі зростанням періоду крива блиску стає більш симетричною, амплітуда зменшується. Сучасні класифікації поєднують їх в один підтип, який позначають RRab.
RRc (0,4 < e < 0,5) — крива блиску майже симетрична (синусоїдальна); періоди короткі (0,2—0,4 доби), амплітуда невелика (< 0,8mV). Теорії зоряних пульсацій пояснюють суттєві відмінності між підтипами тим, що RRab пульсують в основному тоні, а RRc — у першій його гармоніці.
Пізніше було виявлено деяку кількість зір, що пульсують одночасно у двох модах. У ЗКЗЗ такі об'єкти класифікують до підтипу RR(B). В англомовній літературі для них застосовують позначення RRd.
У деяких змінних типу RR Ліри спостерігається ефект Блажка — зміни періоду та форми кривої блиску, що теж мають періодичний характер.